# Hydnum rufescens
Hydnum rufescens (Christian Hendrik Persoon, 1799), din încrengătura Basidiomycota în familia Hydnaceae și de genul Hydnum, este o specie foarte comună de ciuperci comestibile care coabitează, fiind un simbiont micoriza (formează micorize pe rădăcinile arborilor). Ciuperca este cunoscută în popor sub numele piei de oaie fierbinte, arici roșu-galben sau probabil simplu flocoșel roșiatic. Se dezvoltă în România, Basarabia și Bucovina de Nord, crescând în grupuri sau cercuri mari, în păduri de foioase sub fagi și stejari precum în cele de conifere sub molizi și pini de pădure. Apare de la deal la munte, din (iunie) iulie până în noiembrie (decembrie).

## Taxonomie
Numele binomial a fost determinat drept Hydnum repandum de renumitul micolog bur Christian Hendrik Persoon în volumul 2 al operei sale Observationes mycologicae. Seu descriptiones tam novorum, quam notabilium din 1799, nume curent valabil până în prezent (2019).
Toate celelalte încercări de modificare ale taxonului sunt acceptate sinonim, dar nu sunt folosite și astfel neglijabile.

## Descriere

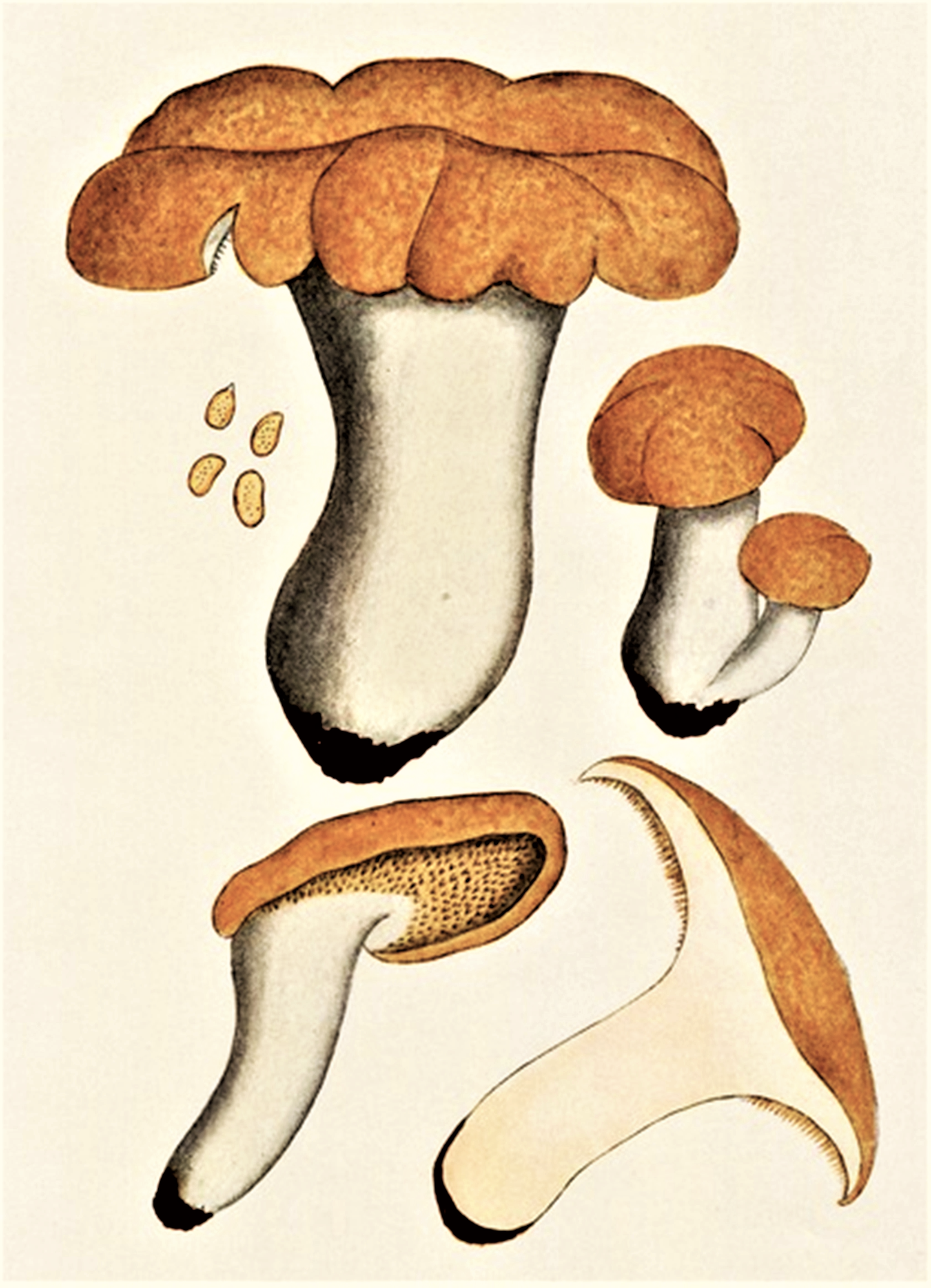
Bres.: Hydnum rufescens

- Pălăria: destul de compactă și ușor sfărâmicioasă are un diametru de 4–8 (15) cm, este inițial convexă cu marginea răsucită în jos, apoi aplatizată, câteodată adâncită. Suprafața devine cu avansarea în vârstă neregulată, cu marginea ondulată și crestată. Cuticula este netedă, fin catifelată și brumată, la umezeală lucioasă, având un colorit care variază de la inițial gălbui până galben închis la apoi ruginiu sau roșiatic.
- Himenoforul: nu are lamele, ci aculei. Ei sunt conici, destul de moi și lungi, mai îndepărtați ca la Hydnum repandum, inegali, cu vârfuri zimțate, foarte fragili și decurenți la picior. Coloritul este la început albicios, mai târziu portocaliu, și la bătrânețe adesea gri-roz. Țepii pot fi îndepărtați cu ușurință.
- Piciorul:  are o înălțime de 4–7 (10) cm și o grosime de 1–2 cm, este neted, cilindric, tare, sfărâmicios și plin, deseori puțin excentric și îndoit, fiind albicios, ocazional și de aceiași culoare cu pălăria. Îngălbenește puternic la apăsare.
- Carnea: este tare și casantă în tinerețe, devenind la bătrânețe fibroasă, fiind de culoare alb-gălbuie. Mirosul este neutru sau slab asemănător florii de portocală, gustul la exemplare tinere plăcut, dar la cele mai bătrâne amintește de făină de ovăz uscată și este ceva iute și amăruie. La leziune se decolorează roz-gălbui până chiar și maroniu. Aproape niciodată este năpădită de viermi.[5][6]
- Caracteristici microscopice: are spori cu pereți subțiri sunt netezi, slab elipsoidali, de o lățime inegală, hialini (translucizi), mereu cu o picătură mare uleioasă în mijloc, având o mărime de 8-10 x 6-7 microni. Pulberea lor este ocru-ruginie. Basidiile în formă de măciucă cu 2–4 sterigme fiecare măsoară 25-30 x 7-8 microni, iar cistidele (elemente sterile situate în stratul himenal sau printre celulele din pielița pălăriei și a piciorului, probabil cu rol de excreție) sunt aproape egale privind forma și mărimea.[8]
- Reacții chimice: Carnea se decolorează cu Hidroxid de potasiu albicios.[9]

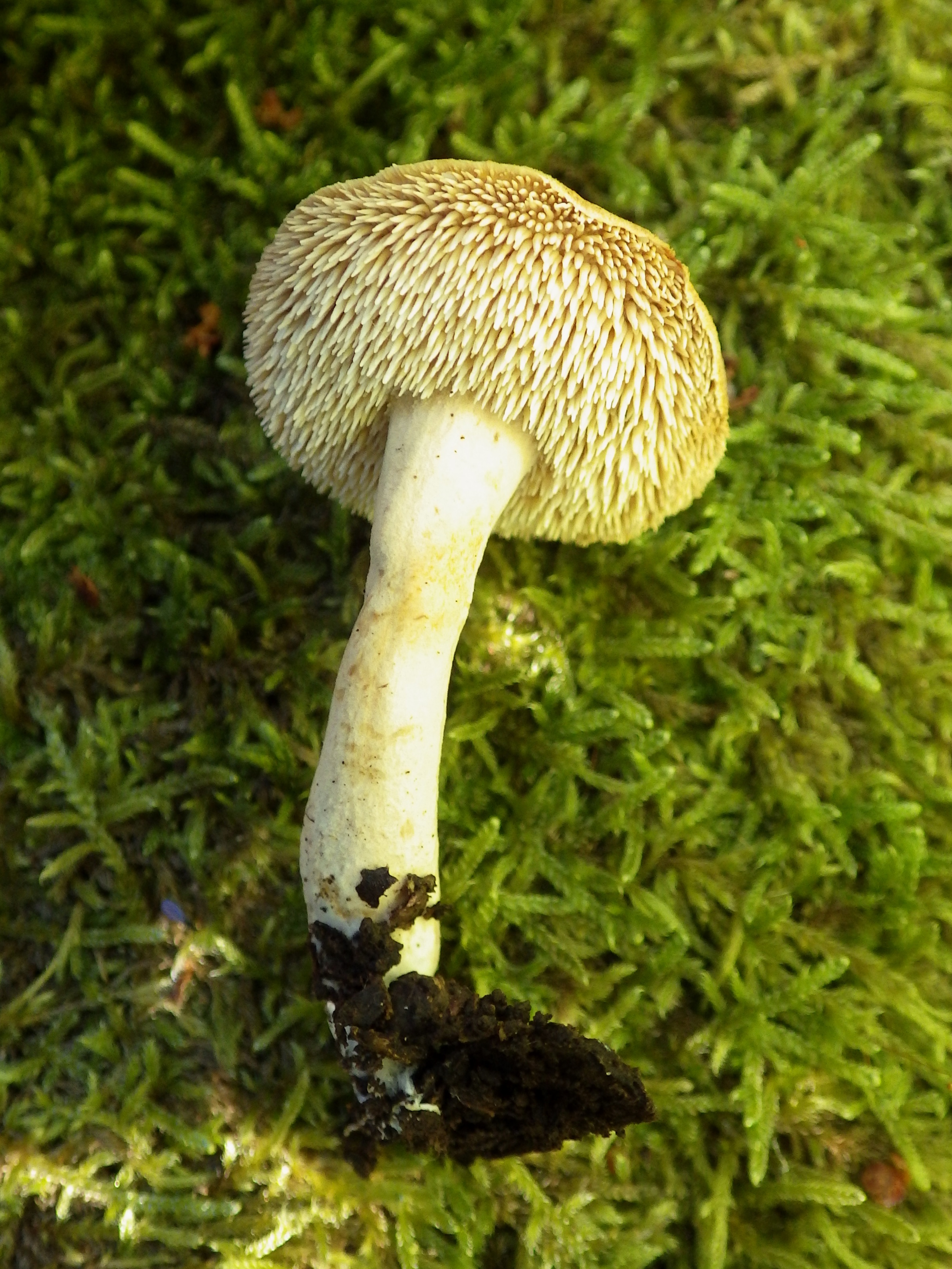
H. rufescens, țepi și picior
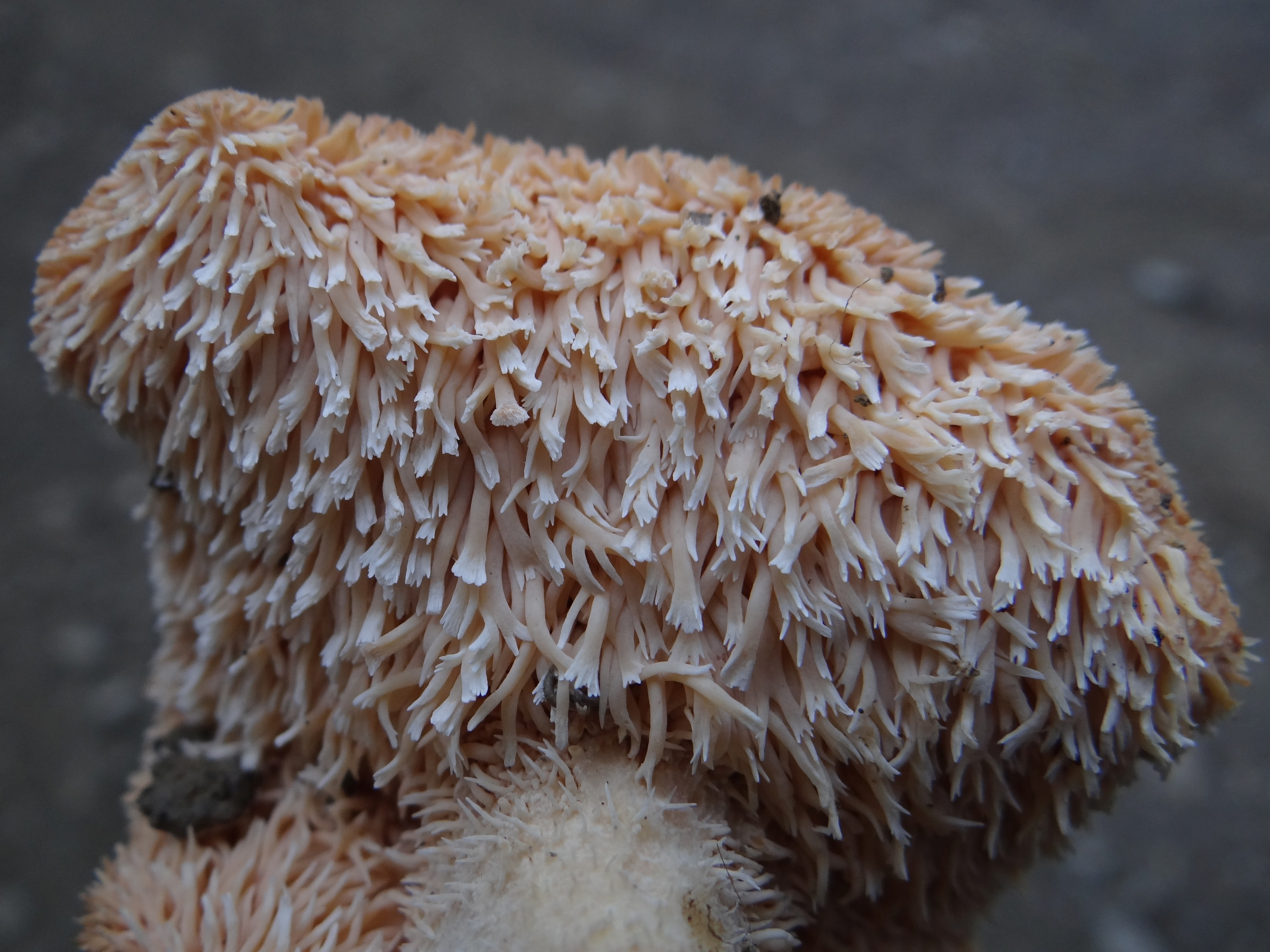
H. rufescens, aculeii din apropiere mare
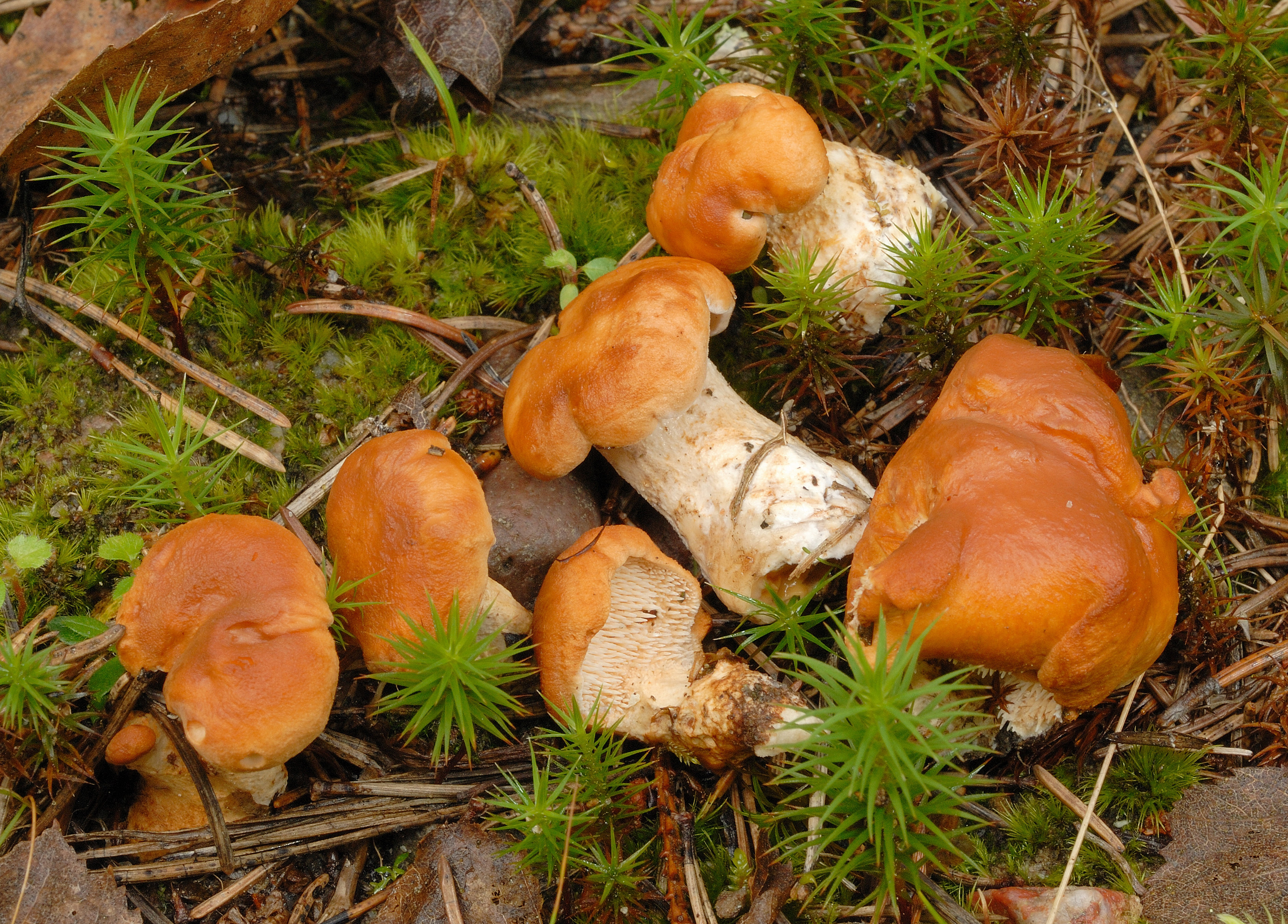
H. rufescens tineri
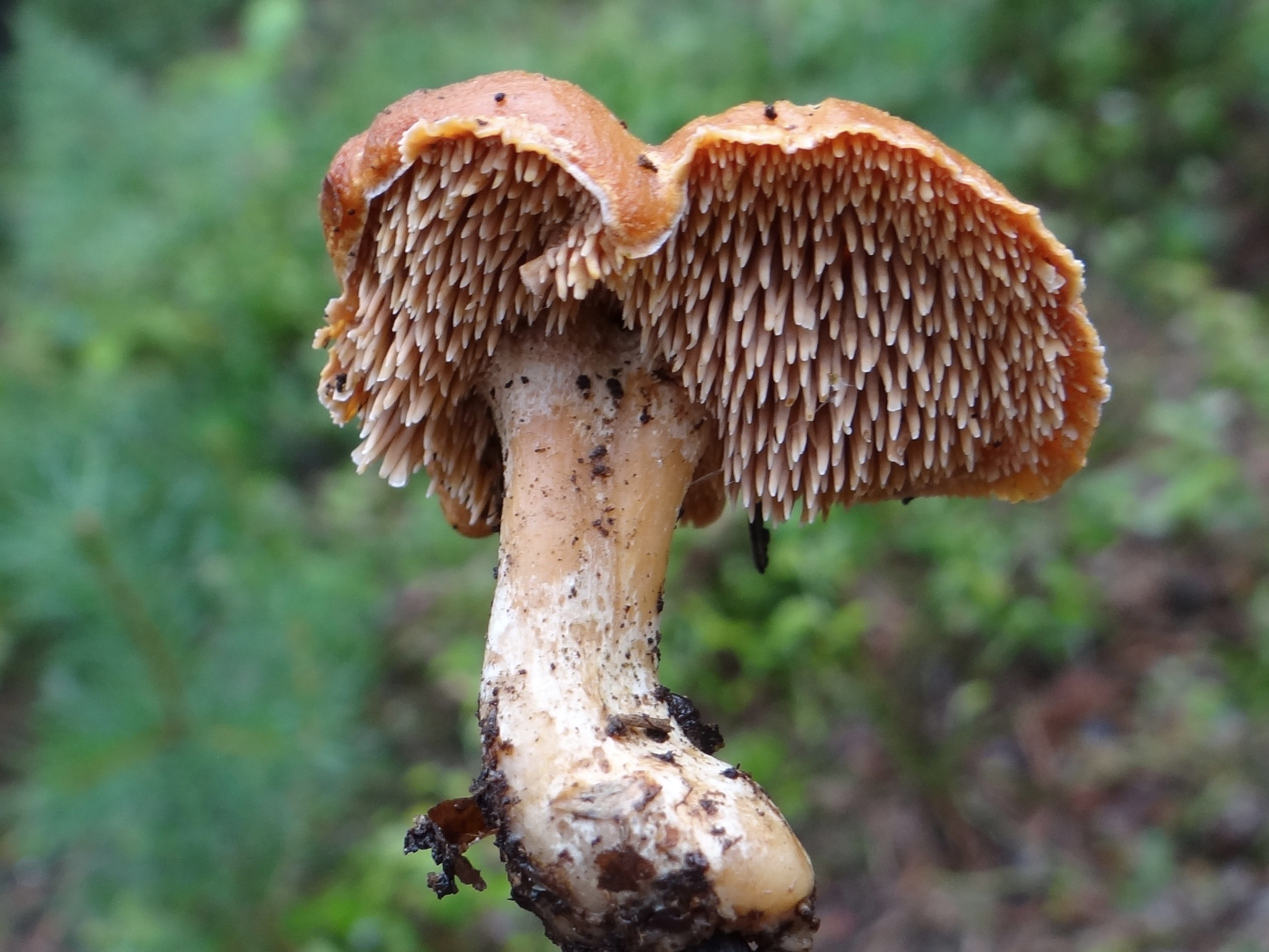
H. rufescens bătrân
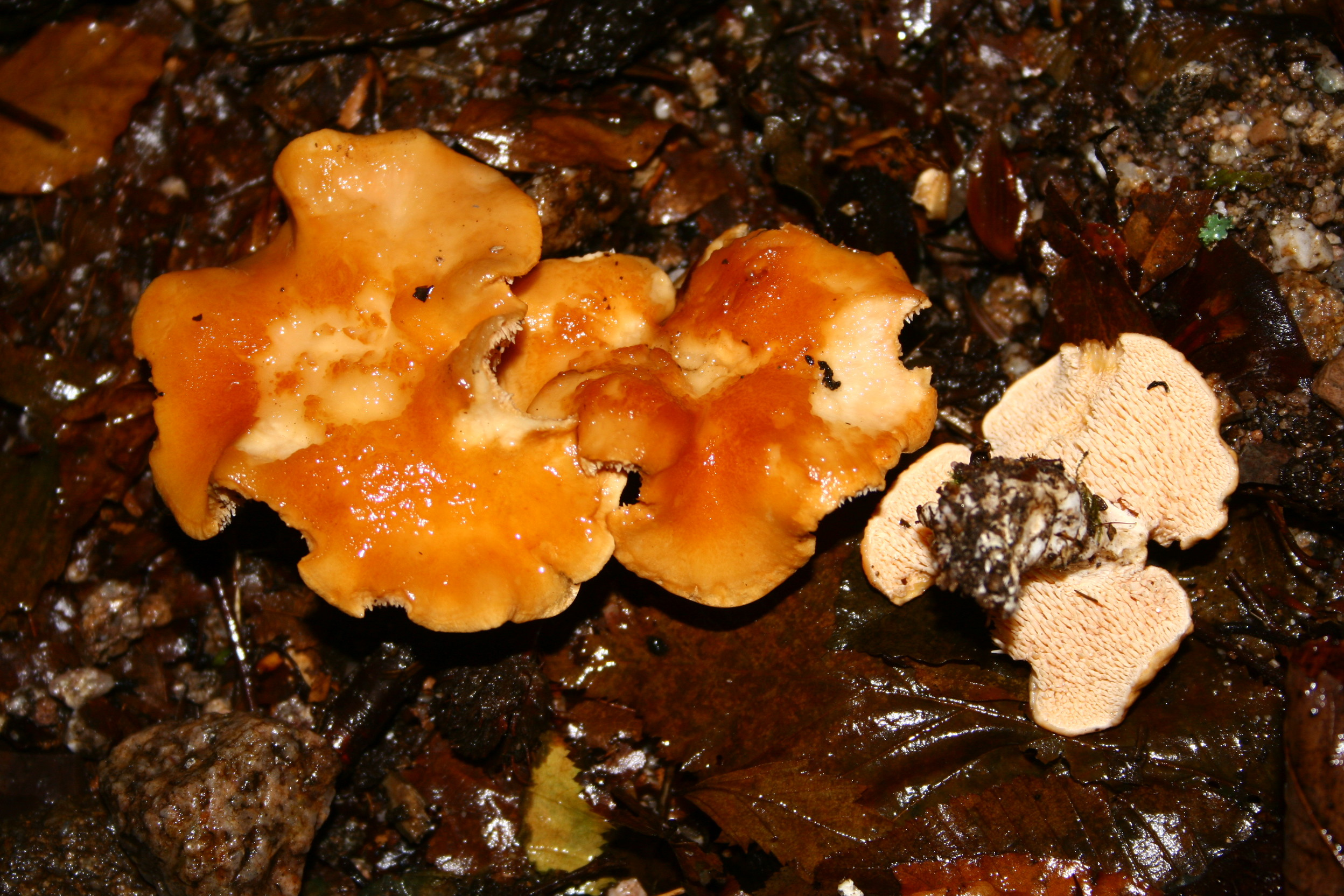
H. rufescens la umezeală

## Confuzii
Văzut de sus, buretele seamănă tare, mai ales în stadiu tânăr, cu Cantharellus amethysteus, Cantharellus cibarius ,  și specii înrudite, dar se deosebește clar prin aculeii săi (Himenoforul genului Cantharellus constă din pseudo-lamele), dar de asemenea cu ciupercile cu tuburi și pori Albatrellus cristatus (necomestibil), Albatrellus confluens (comestibil), Albatrellus ovinus (comestibil), de asemenea cu Hygrophoropsis aurantiaca (are lamele, carnea și piciorul formați mai slab, comestibil).
În primul rând însă, soiul poate fi confundat cu gemenul său delicios Hydnum repandum (cu nuanțe alb-gălbuie precum cu alte specii asemănătoare ale acestui gen, cu toate comestibile sau cel puțin neotrăvitoare, ca de exemplu Hydnum acre sin. Hydnellum mirabile (burete mai închis în culoare, amar, necomestibil) Hydnum albidum (albicios, comestibil), Hydnum subsquamosum (cuticula este mai roză, comestibil), Hydnum umbilicatum (comestibil)  sau Hydnum versipelle (burete mai închis în culoare, amar, necomestibil).

## Specii asemănătoare  în imagini

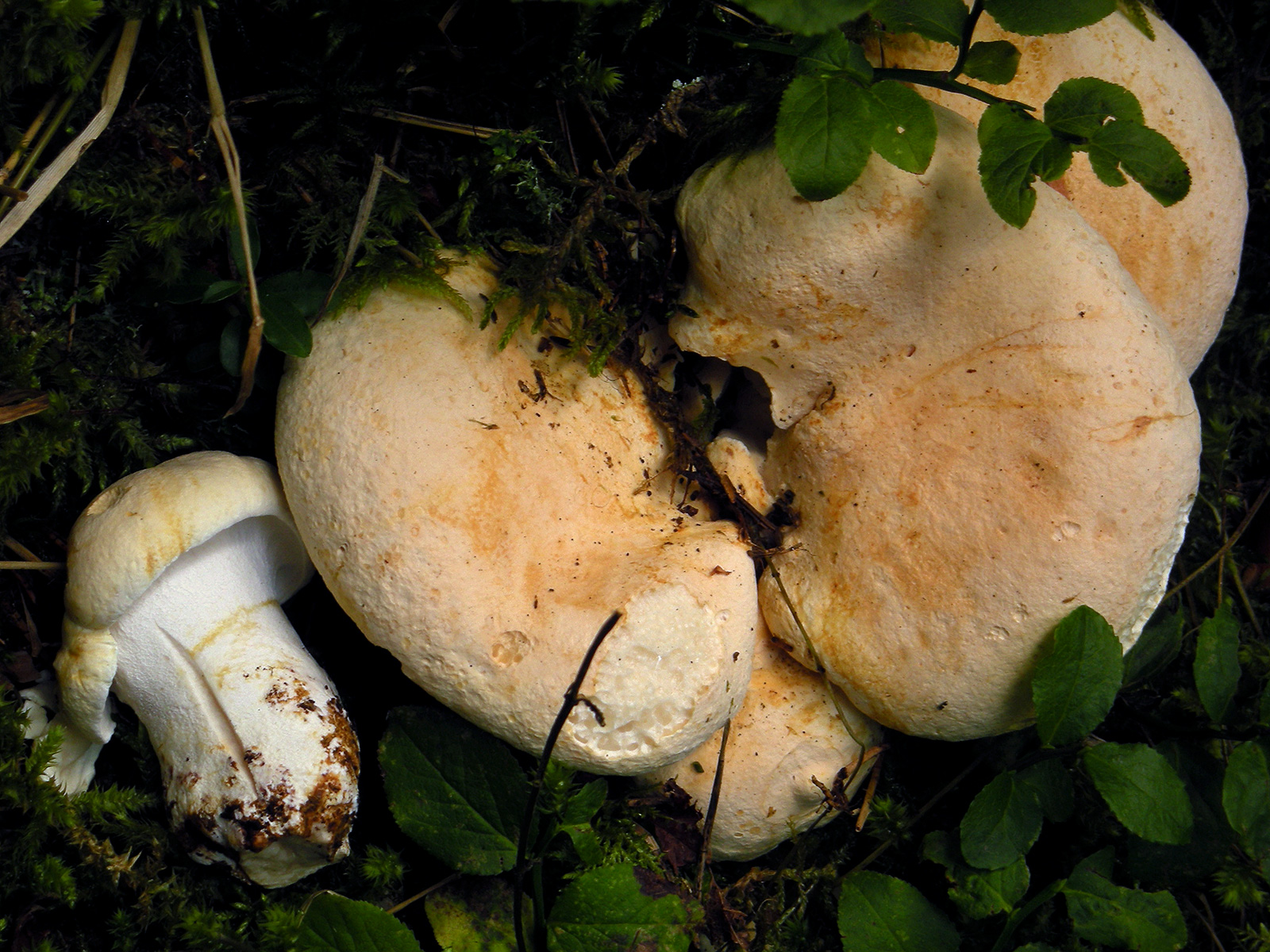
Albatrellus-confluens
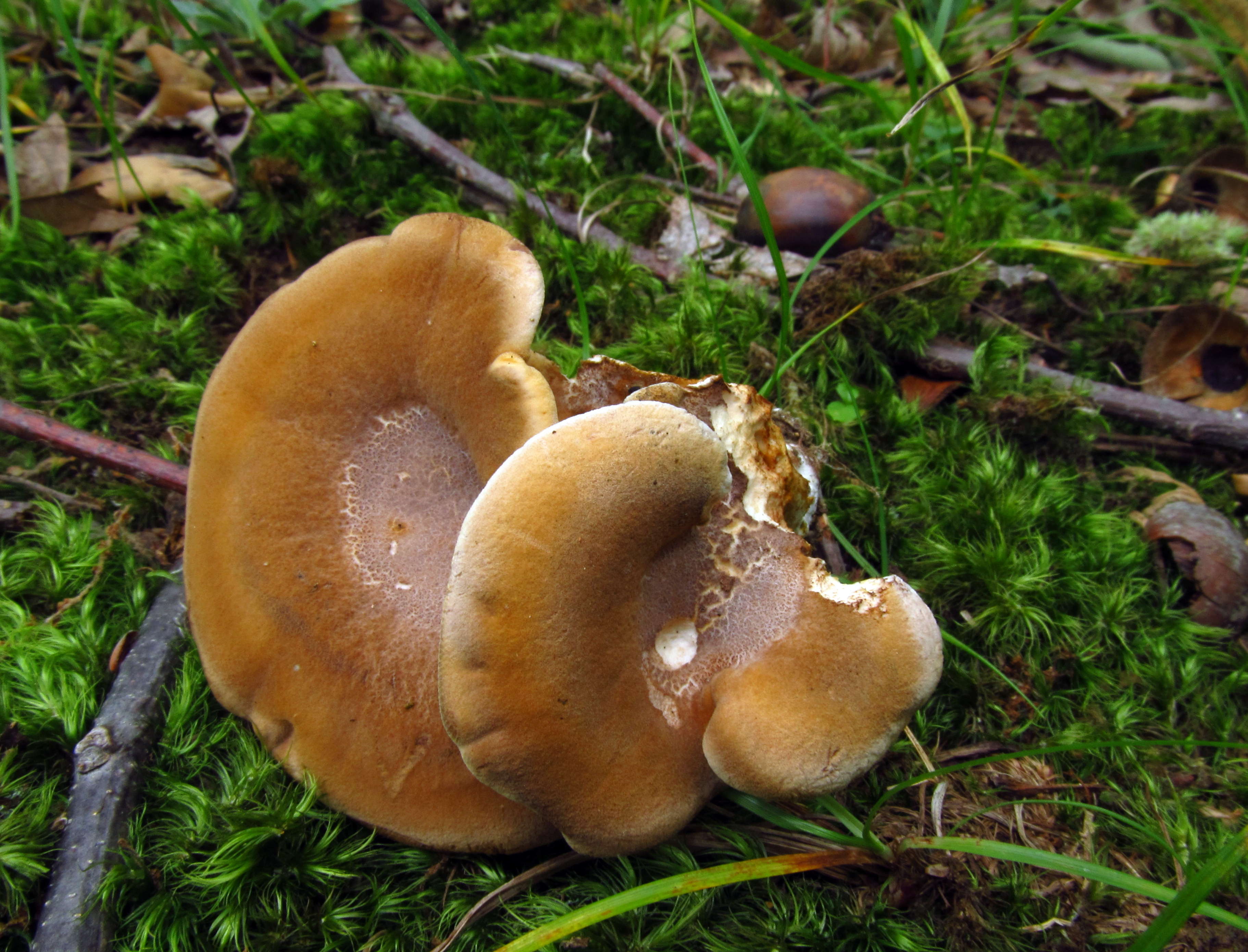
Albatrellus cristatus
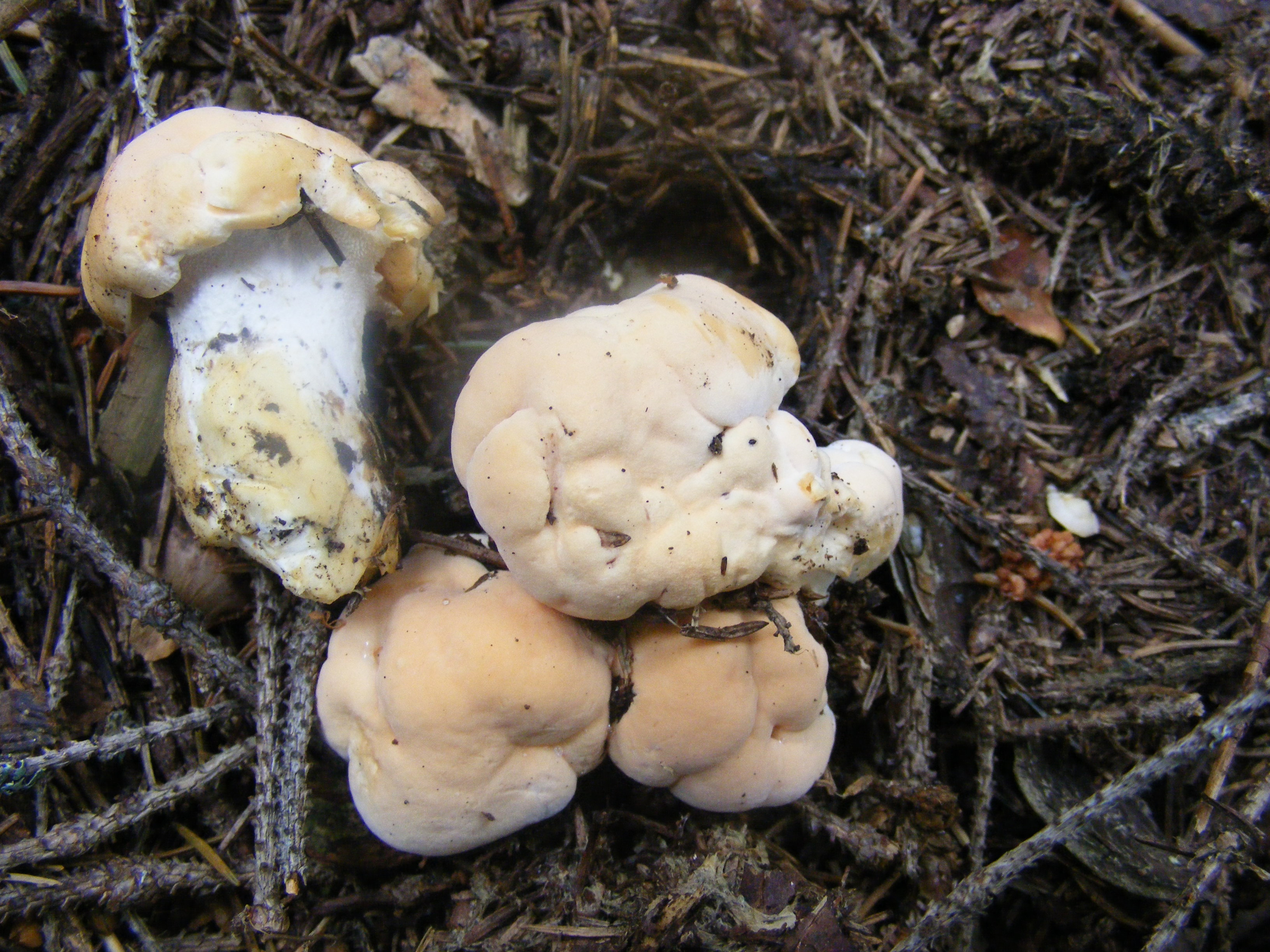
Albatrellus ovinus
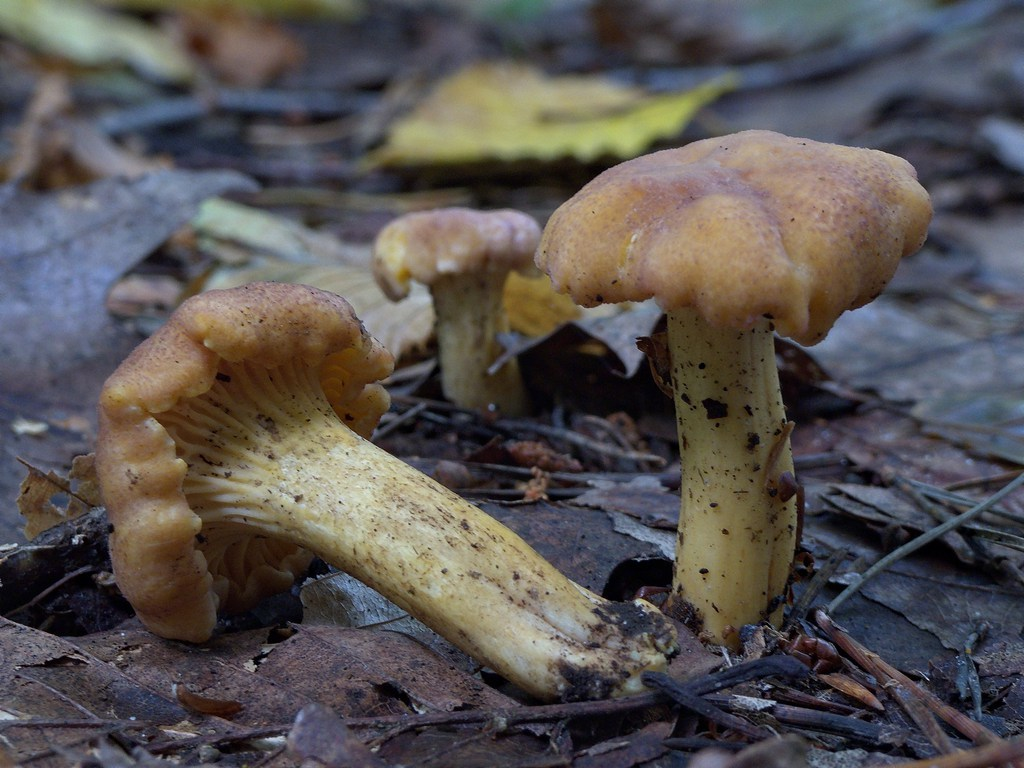
Cantharellus amethysteus
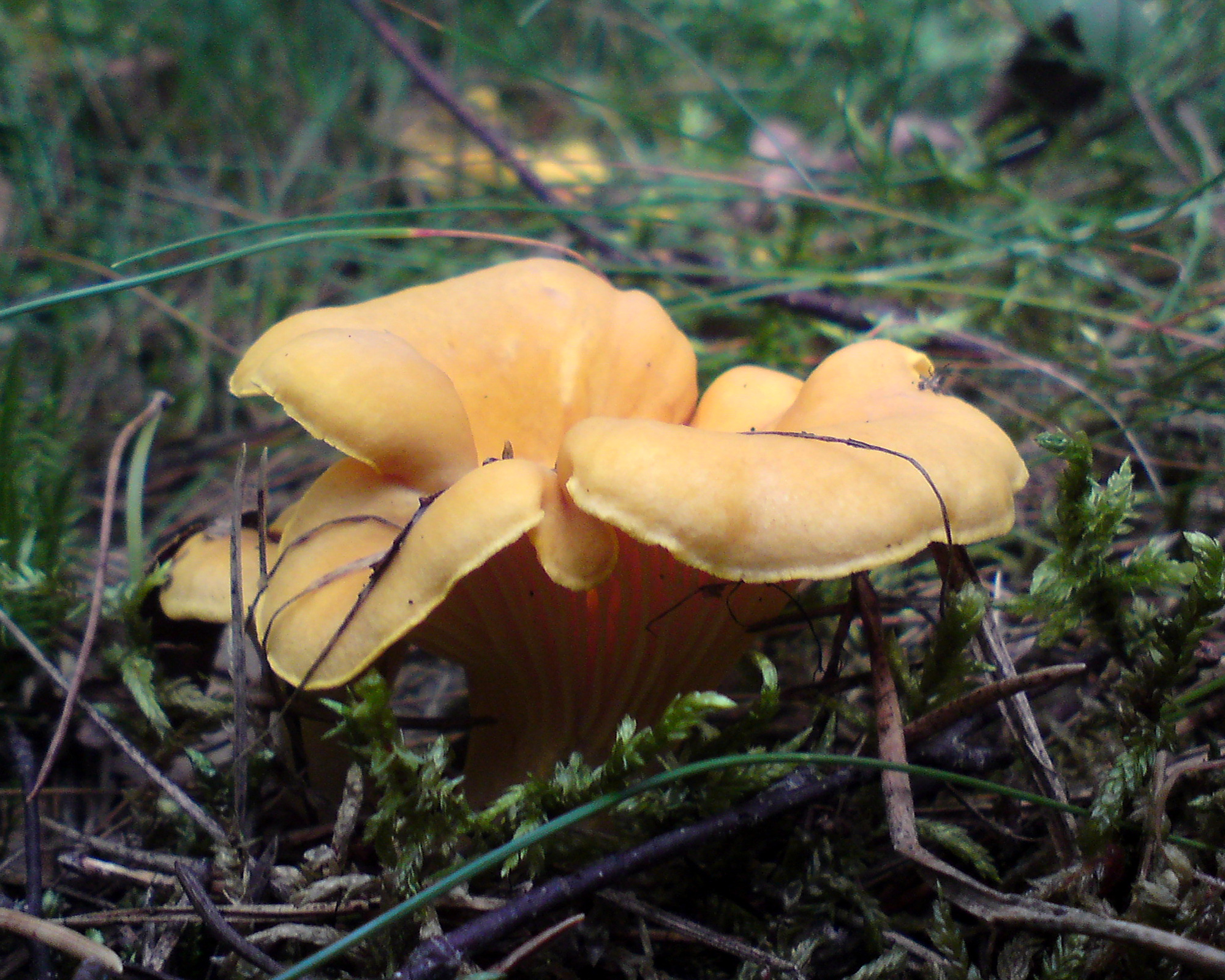
Cantharellus cibarius
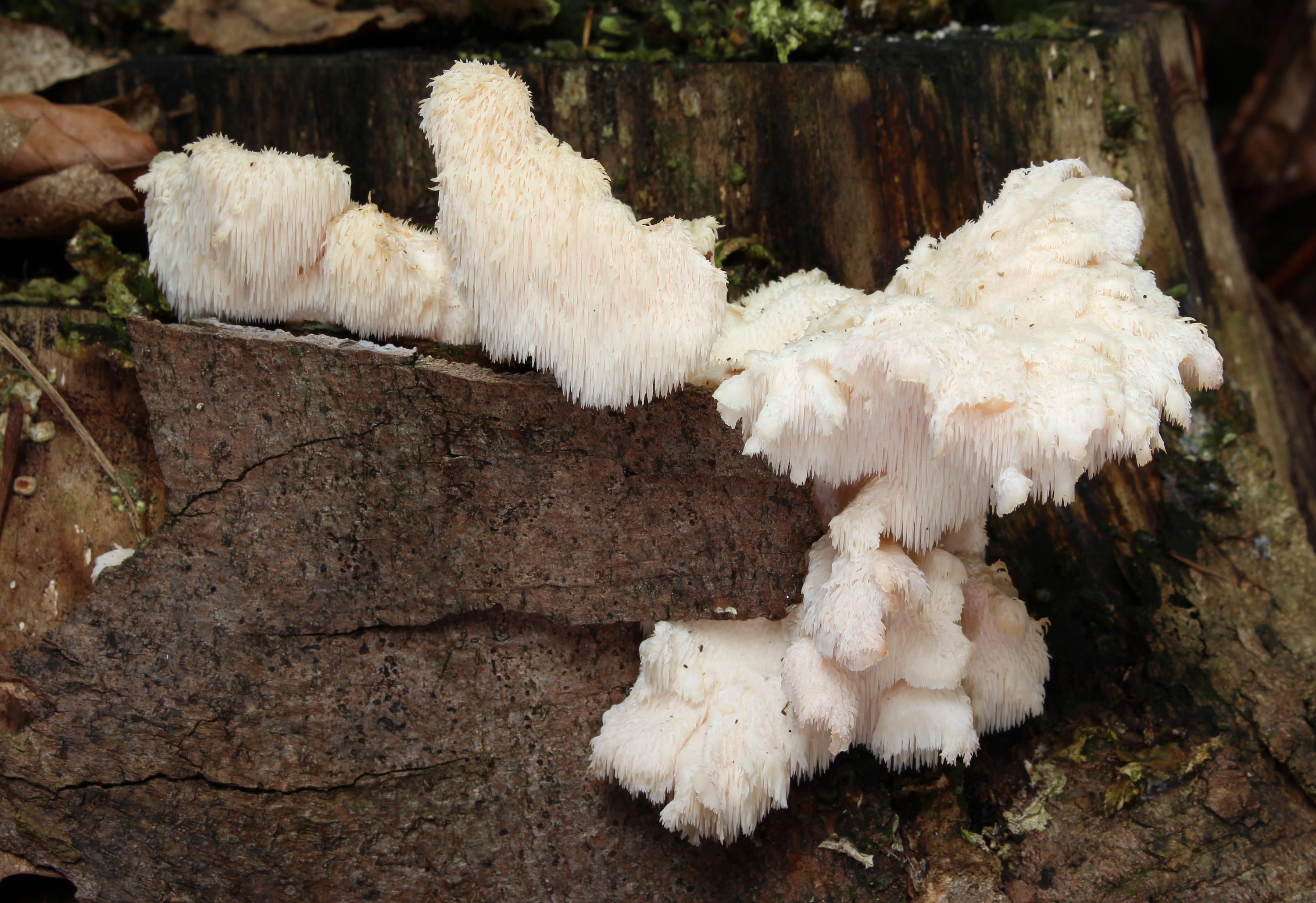
Hericium cirrhatum

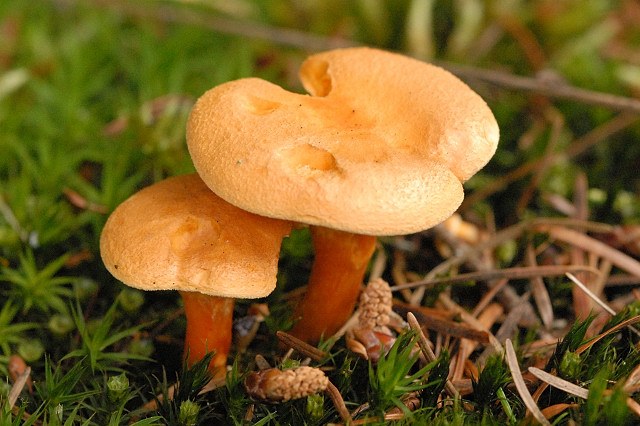
Hygrophoropsis aurantiaca
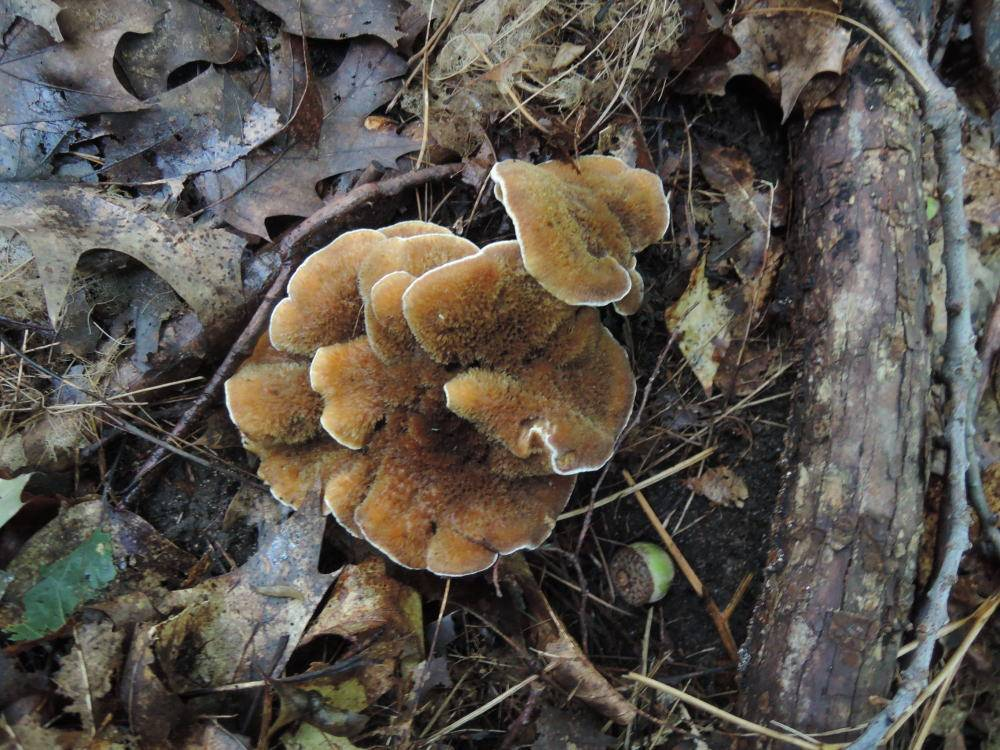
Hydnum acre sin. Hydnellum mirabile
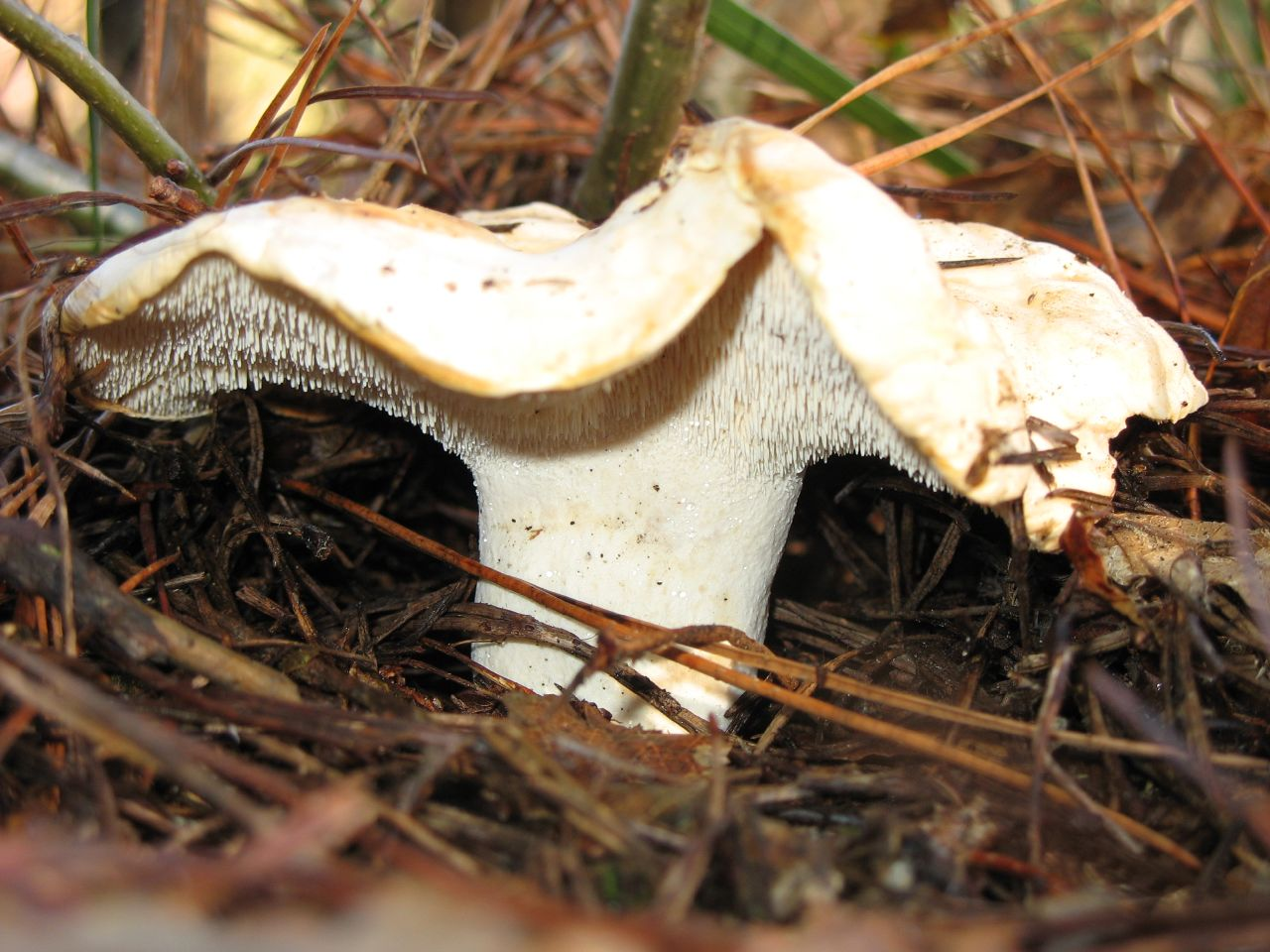
Hydnum albidum
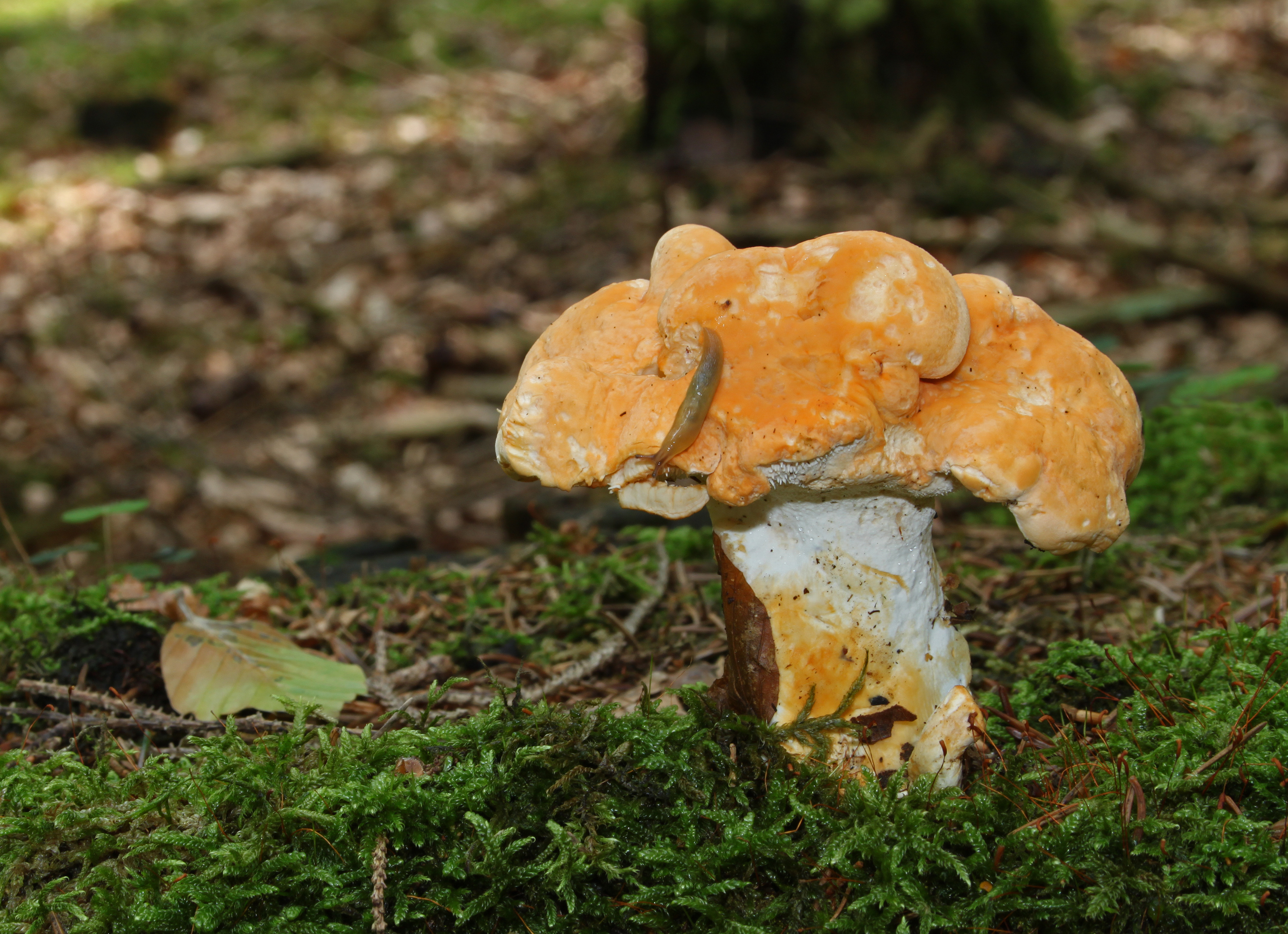
Hydnum repandum
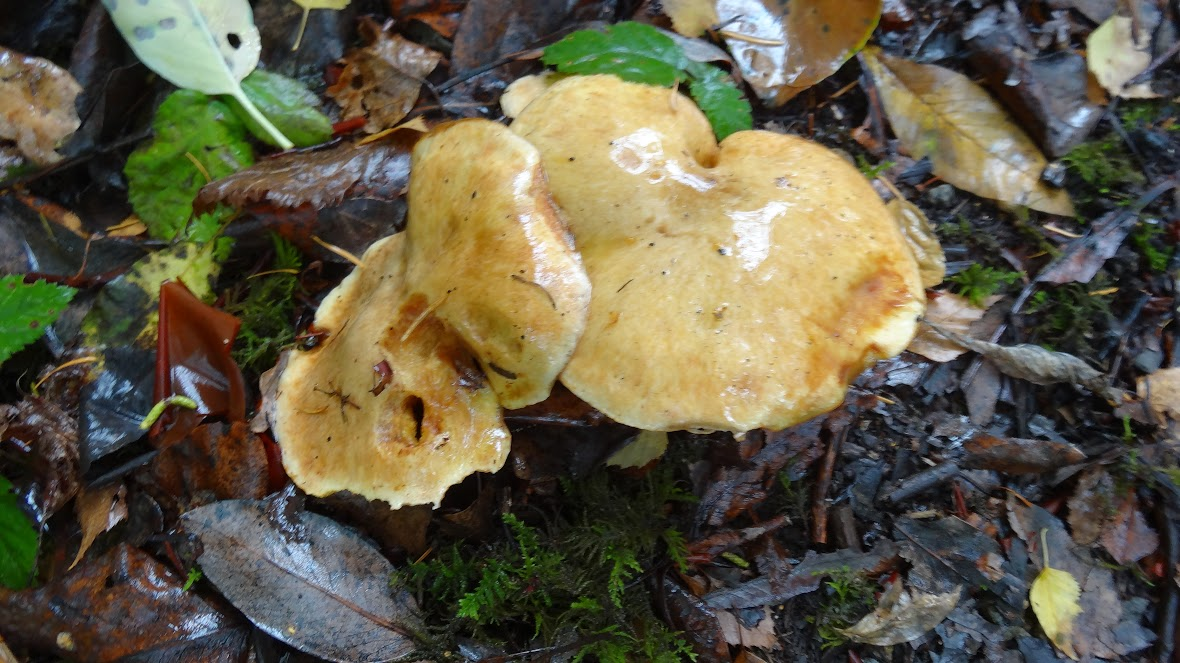
Hydnum Umbilicatum

## Valorificare
Pieile de oaie fierbinte sunt ciuperci de calitate bună, în special exemplarele tinere. Carnea devine la cele bătrâne ceva scorțoasă. Mai departe, buretele are atunci un gust amar din cauza aculeilor care însă pot fi îndepărtați fără probleme. El poate fi bine adăugat la mâncăruri cu gălbiori, ambele specii fiind de consistență asemănătoare, pentru care se cere un timp de gătit mai lung.